# Luis Francisco Benítez de Lugo y Benítez de Lugo
Luis Francisco Benítez de Lugo y Benítez de Lugo (La Orotava, 1º aprile 1837 – Santa Cruz de Tenerife, 3 maggio 1876) è stato un politico spagnolo.
VIII Marchese della Florida e X Signore di Algarrobo e Bormujos. Eletto deputato per il distretto di La Orotava nelle elezioni dell'agosto 1872, fu rieletto nelle elezioni tenutesi nel maggio 1873, dopo la proclamazione della Prima Repubblica spagnola. Massone e pioniere dello spiritualismo in Spagna.

## Biografia
Ha studiato presso l'Istituto Provinciale delle Isole Canarie nella città di San Cristóbal de La Laguna. Nel 1859 andò a Madrid dove studiò Giurisprudenza e Filosofia e Lettere all'Università Centrale di Madrid (attuale Università Complutense).
Nel 1860 aderì al Partito Progressista, nello stesso periodo in cui iniziò la sua attività letteraria collaborando a vari giornali. Nel 1863 ottenne la laurea in diritto amministrativo e nel 1864 la laurea in diritto civile e canonico. La sua intensa partecipazione politica aumentò in questo periodo, venendo nominato rappresentante delle Isole Canarie nel Comitato Centrale del Partito Progressista.
Nel 1871 Luis Francisco Benítez de Lugo entrò in Massoneria, considerato anche uno dei grandi pionieri dello spiritismo in Spagna. Benítez de Lugo presentò un disegno di legge per l'insegnamento ufficiale dello spiritismo, leggendolo il 26 agosto 1873.
Fece parte della maggioranza nelle ultime corti del regno di Amedeo I di Spagna. Anni dopo, Benítez de Lugo ha guidato una feroce protesta quando il governo degli Stati Uniti voleva acquistare l'isola di La Graciosa per 20 milioni di reais.
Morì all'età di 39 anni il 3 maggio 1876 a Santa Cruz de Tenerife. Fu sepolto nel cimitero di San Rafael e San Roque in questa città e successivamente i suoi resti furono trasferiti nel cimitero di Santa Lastenia nella stessa città.